# Ludwig Müller
Ludwig Müller, nemški general, * 28. junij 1892, † 28. junij 1972.